# Youngomyia quercina
Youngomyia quercina är en tvåvingeart som beskrevs av Ephraim Porter Felt 1911. Youngomyia quercina ingår i släktet Youngomyia och familjen gallmyggor. Inga underarter finns listade i Catalogue of Life.